# Matthew Pennington
Matthew Pennington, né le 6 octobre 1994 à Warrington, est un footballeur anglais qui évolue au poste de défenseur au Bradford City.

## Biographie

### En club
Formé à l'Everton FC qu'il rejoint à l'âge de onze ans, Matthew Pennington signe son premier contrat professionnel en 2013.
Le 2 janvier 2014, il est prêté aux Tranmere Rovers, qui évoluent en D3 anglaise. Initialement prêté pour un mois, le jeune défenseur anglais termine finalement la saison chez les Rovers, inscrivant deux buts en dix-sept matchs de championnat.
Le 27 novembre 2014, Pennington est de nouveau cédé en prêt, cette fois pour un mois à Coventry City. Ce prêt est prolongé à deux reprises et il passe toute la seconde partie de saison à Coventry, durant laquelle il participe à vingt-matchs.
De retour à Everton, Pennington joue sa première rencontre sous le maillot de son club formateur en étant titularisé contre Barnsley en League Cup (victoire 3-5) le 26 août 2015. Il prend part à un second match de coupe avec Everton en janvier 2016 avant d'être prêté pour deux mois à Walsall le 23 mars 2016. Auteur de bonnes performances, il est rappelé de son prêt par Everton au bout d'un mois.
Pennington est titulaire lors des quatre derniers matchs d'Everton en Premier League dès son retour de prêt mais se blesse lors de la dernière rencontre de la saison contre Norwich City (victoire 3-0). Éloigné des terrains pendant huit mois, le défenseur retrouve les terrains en janvier 2017 avec la réserve d'Everton. De retour sous le maillot de l'équipe première le 1er avril 2017, il inscrit l'unique but des Toffees lors du derby du Merseyside contre Liverpool, son premier sous les couleurs d'Everton. Everton s'incline cependant 3-1.
Le 19 juillet 2017, Pennington est prêté pour une saison à Leeds United. Le 6 août suivant, il joue son premier match avec les Whites contre Bolton en Championship (victoire 2-3). Il participe à vingt-quatre matchs de championnat avant de réintégrer l'effectif d'Everton à l'issue de la saison.
Le 31 août 2018, il est de nouveau prêté pour une saison, cette fois à Ipswich Town. Il inscrit un but en trente-et-un matchs avec Ipswich avant de se blesser à la cheville durant un entraînement fin mars 2019. Le 31 mars 2019, Ipswich annonce que la blessure du défenseur nécessite une opération et qu'il retourne à Everton.
Le 8 août 2019, Pennington est cédé en prêt pour une saison à Hull City.
A l'issue de la saison 2020-2021, il rejoint Shrewsbury Town.
Le 26 juin 2023, il rejoint Blackpool.

## Statistiques
| Saison                | Club                   | Championnat           | Championnat | Championnat | Coupe(s) nationale(s) | Coupe(s) nationale(s) | Compétition(s) continentale(s) | Compétition(s) continentale(s) | Compétition(s) continentale(s) | Total | Total |
| Saison                | Club                   | Division              | M.          | B.          | M.                    | B.                    | Comp.                          | M.                             | B.                             | M.    | B.    |
| 2015-2016             | Everton FC             | Premier League        | 4           | 0           | 2                     | 0                     | -                              | -                              | -                              | 6     | 0     |
| 2016-2017             | Everton FC             | Premier League        | 3           | 1           | -                     | -                     | -                              | -                              | -                              | 3     | 1     |
| Sous-total            | Sous-total             | Sous-total            | 7           | 1           | 2                     | 0                     | -                              | -                              | -                              | 9     | 1     |
| 2013-2014             | Tranmere Rovers (prêt) | League One            | 17          | 2           | -                     | -                     | -                              | -                              | -                              | 17    | 2     |
| 2014-2015             | Coventry City (prêt)   | League One            | 24          | 0           | 1                     | 0                     | -                              | -                              | -                              | 25    | 0     |
| 2015-2016             | Walsall FC (prêt)      | League One            | 5           | 0           | -                     | -                     | -                              | -                              | -                              | 5     | 0     |
| 2017-2018             | Leeds United (prêt)    | Championship          | 24          | 0           | -                     | -                     | -                              | -                              | -                              | 24    | 0     |
| 2018-2019             | Ipswich Town (prêt)    | Championship          | 30          | 1           | 1                     | 0                     | -                              | -                              | -                              | 31    | 1     |
| 2019-2020             | Hull City (prêt)       | Championship          | 14          | 0           | 2                     | 0                     | -                              | -                              | -                              | 16    | 0     |
| 2020-2021             | Shrewsbury Town (prêt) | League One            | 19          | 2           | 1                     | 0                     | -                              | -                              | -                              | 20    | 2     |
| Sous-total            | Sous-total             | Sous-total            | 133         | 5           | 5                     | 0                     | -                              | -                              | -                              | 138   | 5     |
| 2021-2022             | Shrewsbury Town        | League One            | 45          | 3           | 6                     | 0                     | -                              | -                              | -                              | 51    | 3     |
| 2022-2023             | Shrewsbury Town        | League One            | 37          | 4           | 5                     | 2                     | -                              | -                              | -                              | 42    | 6     |
| Sous-total            | Sous-total             | Sous-total            | 82          | 7           | 11                    | 2                     | -                              | -                              | -                              | 93    | 9     |
| 2023-2024             | Blackpool FC           | League One            | 35          | 2           | 3                     | 0                     | -                              | -                              | -                              | 38    | 2     |
| 2024-2025             | Blackpool FC           | League One            | 15          | 0           | 8                     | 2                     | -                              | -                              | -                              | 23    | 2     |
| Sous-total            | Sous-total             | Sous-total            | 50          | 2           | 11                    | 2                     | -                              | -                              | -                              | 61    | 4     |
| Total sur la carrière | Total sur la carrière  | Total sur la carrière | 272         | 15          | 29                    | 4                     | -                              | -                              | -                              | 301   | 19    |